# تره-سن-سکرمان، کبک
ترِه-سَن-سَکرِمان (به فرانسوی: Très-Saint-Sacrement) قصبه‌ای در منطقه شهری لو او-سن-لوران ناحیه مونترژی در استان کبک کانادا است. در سرشماری سال ۲۰۱۱ این قصبه ۱٬۲۵۰ نفر جمعیت داشته‌است و مساحت آن ۹۷٫۳ کیلومتر مربع است.